# Skylli
Skylli (griechisch Σκυλλί) oder Tselevini Tselevinion (griechisch Τσελεβίνι Τσελεβινίων) ist eine kleine griechische Insel im Saronischen Golf. 

## Beschreibung
Sie liegt etwa 930 m östlich des Kaps Skyli, dem sie auch ihren Namen verdankt, und ein etwa 260 m breiter Kanal trennt sie von der westlichen Insel Spathi. Die Insel besteht aus zwei etwa gleich großen Teilen, die über einen etwa 35 m breiten Isthmus verbunden sind. Die höchste Erhebung befindet sich mit 46 m auf dem westlichen Inselteil, während der östliche Teil eine Höhe von 44 m erreicht. Zwei Buchten, südlich des Isthmus und an der Südseite des östlichen Teils, eignen sich zum Ankern.
Die unbewohnte Insel gehört zur Gemeinde Poros. Zusammen mit Spathi bildet Skylli die kleine Inselgruppe Tselevinia. Dieser Name stammt aus der arvanitischen Sprache und zeigt, dass man die Höhen der Inseln zur Überwachung der Seewege nutzte (arvanitisch «Τσέλιε-βένιε» = aufpassen, ob jemand kommt).

## Navigation
Im Nordosten von Skylli gibt es einen Leuchtturm mit der Internationalen Ordnungsnummer E 4135. Er besteht aus einer weißen Metallsäule von 3 m Höhe. Das Signallicht befindet sich in 31 m Höhe und hat eine Tragweite von 8 sm. Das Lichtsignal hat eine Frequenz von 3 s mit einem Lichtblitz von 0,6 s und einer Dunkelphase von 2,4 s.